# Jan Jiskra

Jan Jiskra (en húngaro: Jiskra János) comandante mercenario de origen boemo-moravio del Siglo XV. Uno de los comandantes militares más sobresalientes del Reino de Hungría en su época.

## Al servicio de la Reina consorte Isabel de Hungría
Durante su infancia, Jiskra inició su carrera militar en varias regiones, especialmente en Italia. Arribó a Hungría bajo el reinado de Segismundo de Luxemburgo, al cual sirvió como soldado en sus ejércitos. Tras la muerte de Segismundo continuó en el reino durante el reinado de Alberto de Hungría sirviéndolo lealmente como a su predecesor. Tras la muerte de Alberto, su esposa Isabel de Luxemburgo, (hija del fallecido rey Segismundo) dio a luz un hijo, Ladislao el Póstumo, al cual lo hizo coronar en mayo de 1440 en Székesfehérvár. Sin embargo, ante la llegada del joven rey polaco Vladislao III Jagellón a Hungría para ocupar el trono en lugar del infante recién nacido, Isabel y su hijo huyeron a la ciudad de Győr donde llamaron a Jan Jiskra y a sus ejércitos mercenarios checos.
Desde ahí, Isabel y su hijo se marcharon a la ciudad húngara de Bratislava junto con la Santa Corona Húngara escoltados por Jiskra y sus mercenarios. A partir de ese momento Jiskra fue nombrado capitán general de la ciudad de Kassa, y las ciudades mineras circundantes, e igualmente le otorgó el castillo de Zólyom, por lo cual quedó siempre fiel a la reina, a pesar de que los nobles húngaros escogieron al rey polaco Vladislao como rey de Hungría. Ante esto, Jiskra movilizó sus fuerzas y pronto conquistó las fortalezas de Lőcse, Bártfa, Körmöcbánya, Selmecbánya, Eperjes, y Késmárk, aislando al rey Vladislao del reino de Polonia, forzándolo a establecerse en Hungría protegido por el famoso comandante militar húngaro Juan Hunyadi.
Jiskra hizo fundir monedas de oro y plata con la imagen y nombre del rey infante Ladislao, y sus hombres construyeron gran cantidad de fortalezas al Norte del Reino húngaro, las cuales sirvieron como puntos de defensa y control contra las fuerzas de Vladislao y los demás nobles húngaros. Recogió impuestos de los campesinos, e hizo asentarse junto a estas fortalezas a trabajadores y fabricantes moravios y checos. De esta manera, durante la vida de Isabel, Jiskra mantuvo a distancia a Vladislao y particularmente a Juan Perényi y a Nicolás Perényi, quien condujeron constantemente ejércitos contra él.

## Señor de los territorios del Norte de Hungría
Cuando falleció Isabel en 1442, Jiskra afirmó que no trasgrediría el juramento hecho al rey heredero, y de esta manera incentivó a las ciudades bajo su control a firmar un acuerdo donde éstas seguirían leales al pequeño rey Ladislao. En abril de 1444 se llamó a una asamblea nacional de nobles a la cual Jiskra asistió tras ser invitado, puso en riesgo su vida por su comportamiento y actitud hostil contra los nobles húngaros, manteniéndose fervientemente fiel al lado del rey Ladislao. Para prevenir una catástrofe, Vladislao lo hizo disfrazar e hizo que escapara a la ciudad de Győr. En ese mismo año estuvo también en Viena, y rindió honores al joven rey húngaro Ladislao, quien vivía en la corte del emperador Federico III de Habsburgo, un familiar lejano del infante.  
En mayo de 1445 Jiskra (quien había llevado una labor de comercio entre los húngaros y los polacos tras la firma de un tratado de paz) fue nombrado capitán general de los territorios del Norte de Hungría. Cuando a comienzos de 1446 fueron sancionadas una serie de leyes, este cargo se le suprimió, pero él continuó utilizando el título y ejerciendo el poder en esa región. Por otra parte, muchos de sus soldados mercenarios causaron graves daños en varias regiones y obligaron a sacerdotes húngaros y checos a llevar a cabo las liturgias religiosas según el rito de los husitas.
La asamblea de pascua de 1449 decidió entonces, que los checos deben ser atacados, ante lo cual luego de muchos enfrentamientos infructuosos contra Jiskra, el propio Juan Hunyadi decidió liderar el combate. Como resultado de la guerra, en 1450 Jiskra y Juan Hunyadi (ahora el regente de Hungría) realizaron en persona un acuerdo de paz en el asentamiento de Mezőkövesd al noroeste del reino, bajo el cual se estipulaba que las ciudades de Kassa, Lőcse, Eperjes, Bártfa, Körmöc, Selmec y Zólyom quedaban bajo el control de Jiskra y los demás ejércitos checos abandonaron lentamente el reino al recibir variables cantidades de dinero. Para que la paz fuese más sólida, Hunyadi le ofreció su hermana menor viuda como esposa a Jiskra. Sin embargo a pesar del tratado de paz, Jiskra no reconoció posteriormente a Hunyadi como regente, y pronto llamó nuevamente nuevos ejércitos husitas al reino húngaro, los cuales tomaron como base un monasterio junto a Losonc, desde donde gobernó la campiña. 
Juan Hunyadi movilizó sus fuerzas para contrarrestar las fuerzas de Jiskra que robaban y causaban estragos, pero el comandante checo continuó ejerciendo su control sobre todos estos territorios del Norte, derrotando al regente húngaro tras. Sin embargo Hunyadi lanzó un nuevo ataque contra Jiskra, forzándolo a firmar la paz y a someterse a las leyes y a la regencia del noble húngaro. Jiskra tampoco hizo acto de presencia en la asamblea de nobles de 1452 en Bratislava, por lo cual fue juzgado. Las ciudades de Kassa, Lőcse y Bártfa fueron liberadas de su lealtad a Jiskra y fueron confiadas al noble Ulrico II de Celje. Luego de esto, al poco tiempo, el propio Jiskra abandonó el reino húngaro.

## En contra de los Hunyadi, luego al servicio de Matías Corvino de Hungría
Cerca de 1455 para reforzar sus fuerzas militares, Ulrico II de Celje llamó a Jiskra y a sus fuerzas mercenarias al reino. El comandante checo al servicio del joven rey Ladislao apenas y pudo controlar los actos de robo y demás crímenes del Norte del reino. En 1457 se sucedió una serie de acontecimientos tras la muerte del regente Juan Hunyadi un año antes, donde su hijo mayor, Ladislao Hunyadi tomó el control de la familia. Temiendo por el destino del reino húngaro en manos de Ulrico II de Celje y el joven y manipulable rey Ladislao los llamó a los dos a la ciudad de Belgrado donde junto con sus hombres ejecutó al protector del monarca. Luego de esto, el rey Ladislao consiguió rodearse de sus nobles y demás partidarios e hizo arrestar a Ladislao Hunyadi, enviando al propio Jan Jiskra por él. Tras la ejecución de Ladislao Hunyadi en 1457 surgieron varios conflictos armados dirigidos por el conde Miguel Szilágyi, él tío del asesino ejecutado. Jiskra se le ordenó entonces mantener el orden en el reino, sin embargo el joven rey se vio forzado a huir de Hungría llevándose consigo al pequeño Matías Corvino, único hijo y heredero vivo del fallecido Juan Hunyadi.
Ladislao arribó pronto a Praga, donde fue recibido por el regente Jorge de Podiebrad, quien gobernaba en el nombre del joven rey, mientras este estaba en Hungría. Al poco tiempo murió el rey Ladislao en circunstancias desconocidas, y el joven Matías quedó como prisionero de Podiebrad. Por otra parte, el tío de Matías, Miguel Szilágyi forzó en Hungría a los nobles a elegir rey al joven prisionero, ya que su padre, como comandante y regente húngaro, había acumulado suficientes méritos, como para que un hijo suyo gobernase en el reino.
Cuando Matías ascendió al trono húngaro, Jiskra primero se sometió a él por mediación de Podiebrad, pero en lo que se le hizo posible le ordenó a sus mercenarios que continuasen robando y actuando a voluntad en los territorios bajo su control. Jiskra alentó al rey polaco Casimiro IV Jagellón a tomar el trono húngaro, e inclusive fungió de mediador de sus intereses con los caballeros teutónicos. Aunque Sebastián Rozgonyi y Ladislao Hédervári vencieron a los comandantes de las fuerzas de Jiskra y ocuparon sus fortalezas, la acalorada guerra del rey húngaro contra el emperador germánico Federico III, pronto reavivaron sus ánimos guerreros. En 1461 Federico III logró con regalos y promesas en Graz que Jiskra lo apoyase para que el monarca germánico fuese reconocido como rey húngaro frente a Matías. De esta forma, Jiskra se incorporó como mercenario en sus ejércitos y tomó el mando de los ejércitos que avanzaban contra el aliado de Matías, Alberto VI, el Duque de Austria. 
En 1462 se alió con las ciudades llamadas por Matías, y pronto luego de ser derrotado varias veces por los comandantes húngaros Emérico Szapolyai y Esteban Szapolyai, así como no ver resultados a las promesas de Federico III, Jiskra envió por escrito un comunicado al rey húngaro donde declaraba que volvía a ser leal a él. Matías aceptó la petición de Jiskra, y aparte perdonarlo, le entregó 25000 piezas de oro, la fortaleza de Lippa y la de Solymos. Posteriormente Jiskra tomó como esposa a la hija de Juan Ország de Guth, el Nádor de Hungría, y se presume que lealmente siguió las órdenes del rey húngaro hasta su muerte. El último registro que se tiene sobre Jiskra es de 1476, cuando condujo a los ejércitos húngaros en una batalla contra el voivoda de Valaquia llamado Esteban.
La familia de Jiskra existió en el Reino de Hungría hasta finales del Siglo XVII.